# Paolo Vanoli
Paolo Vanoli (12. srpen 1972 Varese, Itálie) je italský fotbalový trenér a bývalý fotbalový obránce. Od sezony 2024/25 vede italský Turín.

## Hráčská statistika
| Sezóna               | Klub                 | Liga                 | Liga   | Liga | Ligové poháry | Ligové poháry | Ligové poháry | Kontinentální poháry | Kontinentální poháry | Kontinentální poháry | Celkem | Celkem |
| Sezóna               | Klub                 | Soutěž               | Zápasy | Góly | Soutěž        | Zápasy        | Góly          | Soutěž               | Zápasy               | Góly                 | Zápasy | Góly   |
| -------------------- | -------------------- | -------------------- | ------ | ---- | ------------- | ------------- | ------------- | -------------------- | -------------------- | -------------------- | ------ | ------ |
| 1991/92              | Bellinzago           | Interregionale       | 28     | 1    | -             | 0             | 0             | -                    | 0                    | 0                    | 28     | 1      |
| 1992/93              | Corsico              | Nazionale Dilettanti | 31     | 3    | -             | 0             | 0             | -                    | 0                    | 0                    | 31     | 3      |
| 1993/94              | Benátky              | Serie B              | 30     | 2    | IP            | 5             | 0             | -                    | 0                    | 0                    | 35     | 2      |
| 1994/95              | Benátky              | Serie B              | 26     | 0    | IP            | 1             | 0             | -                    | 0                    | 0                    | 27     | 0      |
| Celkem za Benátky    | Celkem za Benátky    | Celkem za Benátky    | 56     | 2    | -             | 6             | 0             | -                    | 0                    | 0                    | 62     | 2      |
| 1995/96              | Verona               | Serie B              | 30     | 0    | -             | 0             | 0             | -                    | 0                    | 0                    | 30     | 0      |
| 1996/97              | Verona               | Serie A              | 27     | 0    | IP            | 1             | 0             | -                    | 0                    | 0                    | 28     | 0      |
| 1997/98              | Verona               | Serie B              | 27     | 2    | IP            | 4             | 1             | -                    | 0                    | 0                    | 31     | 3      |
| Celkem za Veronu     | Celkem za Veronu     | Celkem za Veronu     | 84     | 2    | -             | 5             | 1             | -                    | 0                    | 0                    | 89     | 3      |
| 1998/99              | Parma                | Serie A              | 14     | 2    | IP            | 9             | 1             | PU                   | 7                    | 1                    | 30     | 4      |
| 1999/00              | Parma                | Serie A              | 29+1   | 0    | IP+IS         | 0+1           | 0             | LM+PU                | 2+5                  | 0                    | 38     | 0      |
| Celkem za Parmu      | Celkem za Parmu      | Celkem za Parmu      | 44     | 2    | -             | 10            | 1             | -                    | 14                   | 1                    | 68     | 4      |
| 2000/01              | Fiorentina           | Serie A              | 27     | 0    | IP            | 4             | 1             | PU                   | 8                    | 2                    | 39     | 2      |
| 2001/02              | Fiorentina           | Serie A              | 17     | 1    | IP+IS         | 0+0           | 0             | PU                   | 5                    | 0                    | 22     | 1      |
| Celkem za Fiorentinu | Celkem za Fiorentinu | Celkem za Fiorentinu | 44     | 1    | -             | 4             | 1             | -                    | 13                   | 2                    | 61     | 3      |
| 2002/03              | Boloňa               | Serie A              | 21     | 2    | IP            | 1             | 0             | -                    | 0                    | 0                    | 22     | 2      |
| 2003/04              | Rangers              | Scottish Premiership | 23     | 1    | SP+SLP        | 2+3           | 0             | LM                   | 7                    | 0                    | 35     | 1      |
| 2004/05              | Rangers              | Scottish Premiership | 5      | 0    | SP+SLP        | 0+1           | 0             | PU                   | 1                    | 0                    | 7      | 0      |
| Celkem za Rangers    | Celkem za Rangers    | Celkem za Rangers    | 28     | 1    | -             | 6             | 0             | -                    | 8                    | 0                    | 42     | 1      |
| 2005                 | Vicenza              | Serie B              | 17+2   | 2    | -             | 0             | 0             | -                    | 0                    | 0                    | 19     | 2      |
| 2005/06              | Akratītos            | Řecká Superliga      | 4      | 1    | ŘP            | 1             | 0             | -                    | 0                    | 0                    | 5      | 1      |
| Celkově              | Celkově              | Celkově              | 389    | 17   | -             | 33            | 3             | -                    | 35                   | 3                    | 457    | 22     |

## Trenérská statistika
| Sezóna               | Klub                 | Liga                 | Liga   | Liga  | Liga   | Liga   | Liga                        | Národní poháry | Národní poháry | Národní poháry | Národní poháry | Národní poháry | Národní poháry | Kontinentální poháry | Kontinentální poháry | Kontinentální poháry | Kontinentální poháry | Kontinentální poháry | Kontinentální poháry | Celkem | Celkem | Celkem | Celkem |
| Sezóna               | Klub                 | Soutěž               | Zápasy | Výhry | Remízy | Prohry | Umístění                    | Soutěž         | Zápasy         | Výhry          | Remízy         | Prohry         | Úspěch         | Soutěž               | Zápasy               | Výhry                | Remízy               | Prohry               | Úspěch               | Zápasy | Výhry  | Remízy | Prohry |
| -------------------- | -------------------- | -------------------- | ------ | ----- | ------ | ------ | --------------------------- | -------------- | -------------- | -------------- | -------------- | -------------- | -------------- | -------------------- | -------------------- | -------------------- | -------------------- | -------------------- | -------------------- | ------ | ------ | ------ | ------ |
| 2007                 | Domegliara           | Eccellenza Benátky   | 7+2    | 5+1   | 2+1    | 0      | 1. místo (postup)           | -              | 0              | 0              | 0              | 0              | -              | -                    | 0                    | 0                    | 0                    | 0                    | -                    | 9      | 6      | 3      | 0      |
| 2007/08              | Domegliara           | Serie D              | 34     | 13    | 13     | 8      | 6. místo                    | -              | 0              | 0              | 0              | 0              | -              | -                    | 0                    | 0                    | 0                    | 0                    | -                    | 34     | 13     | 13     | 8      |
| 2008/09              | Domegliara           | Serie D              | 34+1   | 17    | 8      | 9+1    | 3. místo                    | -              | 0              | 0              | 0              | 0              | -              | -                    | 0                    | 0                    | 0                    | 0                    | -                    | 35     | 17     | 8      | 10     |
| 2009                 | Domegliara           | Serie D              | 12     | 2     | 4      | 6      | Propuštěn v lis.            | -              | 0              | 0              | 0              | 0              | -              | -                    | 0                    | 0                    | 0                    | 0                    | -                    | 12     | 2      | 4      | 6      |
| Celkem za Domegliara | Celkem za Domegliara | Celkem za Domegliara | 90     | 38    | 28     | 24     | -                           | -              | 0              | 0              | 0              | 0              | -              | -                    | 0                    | 0                    | 0                    | 0                    | -                    | 90     | 38     | 28     | 24     |
| 2021/22              | Spartak Moskva       | Prem'er-Liga         | 12     | 4     | 3      | 5      | nastoupil v pro., 10. místo | IP             | 4              | 4              | 0              | 0              | Zlatá medaile  | -                    | 0                    | 0                    | 0                    | 0                    | -                    | 16     | 8      | 3      | 5      |
| 2022/23              | Benátky              | Serie B              | 26+1   | 11    | 7      | 8+1    | nastoupil v lis.            | -              | 0              | 0              | 0              | 0              | -              | -                    | 0                    | 0                    | 0                    | 0                    | -                    | 27     | 11     | 7      | 9      |
| 2023/24              | Benátky              | Serie A              | 38+4   | 21+3  | 7+1    | 10     | 3. místo (postup)           | IP             | 1              | 0              | 1              | 0              | -              | -                    | 0                    | 0                    | 0                    | 0                    | -                    | 43     | 24     | 9      | 10     |
| Celkem za Benátky    | Celkem za Benátky    | Celkem za Benátky    | 69     | 35    | 15     | 19     | -                           | -              | 1              | 0              | 1              | 0              | -              | -                    | 0                    | 0                    | 0                    | 0                    | -                    | 70     | 35     | 16     | 19     |
| 2024/25              | Turín                | Serie A              | ?      | ?     | ?      | ?      | ?. místo                    | IP             | ?              | ?              | ?              | ?              | -              | -                    | 0                    | 0                    | 0                    | 0                    | -                    | ?      | ?      | ?      | ?      |
| Celkově              | Celkově              | Celkově              | 327    | 101   | 106    | 120    | -                           | -              | 11             | 7              | 1              | 3              | -              | -                    | 0                    | 0                    | 0                    | 0                    | -                    | 338    | 108    | 107    | 123    |

## Úspěchy

### Hráčské

#### Národní
- vítěz italského poháru (2x)

Parma: 1998/99

Fiorentina: 2000/01
- vítěz italského superpoháru (1x)

Parma: 1999

#### Kontinentální
- vítěz poháru UEFA (1x)

Parma: 1998/99

### Trenérské

#### Národní
- vítěz ruského poháru (1x)

Spartak Moskva: 2021/22